# Manfred Kaltz

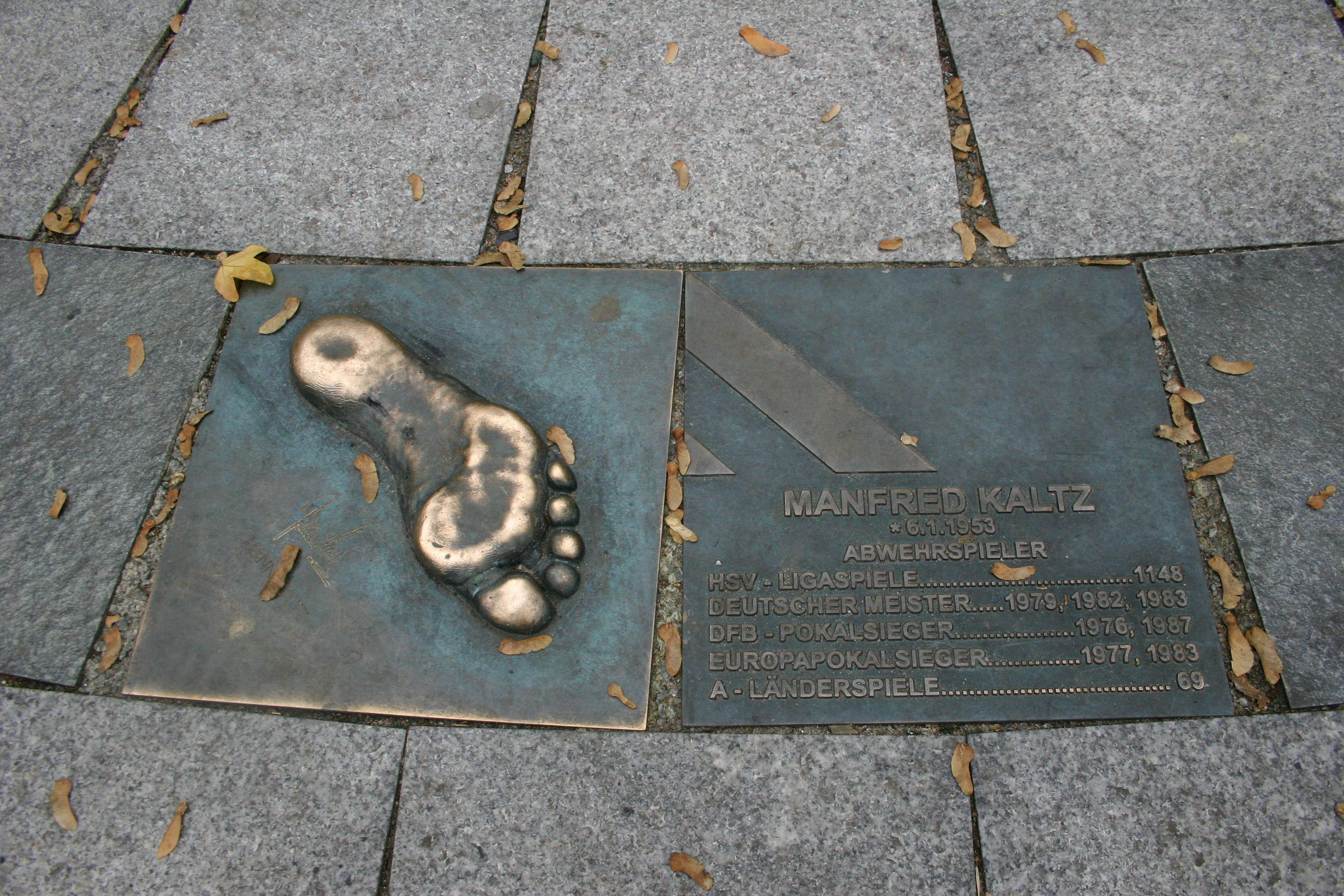
Empreinte de Kaltz sur le « walk of fame » en face du stade du Hambourg SV.

Manfred Kaltz (né le 6 janvier 1953 à Ludwigshafen en Rhénanie-Palatinat) est un footballeur allemand, qui évoluait au poste de défenseur.

## Biographie

### Carrière en club
S'il a joué en continu de 1971 à 1989 pour le Hambourg SV, Manfred Kaltz est en particulier célèbre pour avoir formé, de 1978 à 1983, un duo exceptionnel avec l'attaquant Horst Hrubesch : à d'innombrables reprises, la même action s'est reproduite, à savoir un « centre banane » de Kaltz repris victorieusement de la tête par Hrubesch. Pendant ces 5 saisons, le Hambourg SV remporté 3 fois le championnat d'Allemagne et atteint deux fois la finale de la Coupe d'Europe des Clubs Champions (ancêtre de la Ligue des Champions) dont une a été gagnée en 1983.
Il est, avec 581 matchs disputés, le deuxième joueur à avoir disputé le plus de rencontres en Bundesliga (derrière Karl-Heinz Körbel). Il est également le joueur le plus capé du Hambourg SV.
Lors de sa carrière en Bundesliga, Manfred Kaltz a inscrit six buts contre son camp, un record en championnat allemand qu'il partage avec Nikolče Noveski.

### Carrière en sélection
En 69 sélections pour l'équipe d'Allemagne entre 1975 et 1983, il inscrit 9 buts. 
Manfred Kaltz remporte l'Euro 1980 avec l'équipe d'Allemagne et la Ligue des champions en 1983 avec le club de Hambourg.

## Carrière
- 1971-1989 : Hambourg SV  Allemagne
- 1989-1989 : Girondins de Bordeaux  France
- 1989-1990 : FC Mulhouse  France
- 1990-1991 : Hambourg SV  Allemagne[3],[4]

## Palmarès

### En équipe nationale
- Vainqueur de l'Euro 1980 avec l'équipe d'Allemagne
- Finaliste de l'Euro 1976 avec l'équipe d'Allemagne
- Finaliste de la Coupe du monde 1982 avec l'équipe d'Allemagne

### En club
- Vainqueur de la Ligue des champions en 1983
- Finaliste de la Ligue des champions en 1980
- Vainqueur de la Coupe des coupes en 1977
- Finaliste de la Coupe de l'UEFA en 1982
- Champion d'Allemagne en 1979, 1982 et 1983
- Vainqueur de la Coupe d'Allemagne en 1976 et 1987
- Finaliste de la Coupe d'Allemagne en 1974
- Finaliste de la Supercoupe d'Allemagne en 1987
- Finaliste de la supercoupe d’Europe 1977 et 1983
- Finaliste Coupe Intercontinentale 1983